# Spårdjup
Spårdjup är ett mått på vägars ytslitage från dubbdäck och på deformation från tunga fordon. Vid slitage från dubbade personbilsdäck rivs partiklar av typ PM10 loss från vägbanan och bildar damm som förorenar luften, vilket kan ge problem med nedsmutsning och ohälsa i större tätorter. Vid spårdeformation från tung trafik komprimeras poröst vägmaterial med dålig bärighet till högre densitet; alternativt flyttas en del av det svaga vägmaterialet ut i vägens innerslänt. Vintertid används Spårdjup också som ett bland flera mått på behov av vinterväghållningsinsatser. Spårdjup anses ofta ha stor betydelse för vattenplaningsrisk och trafikolyckor. En omfattande utredning av drygt 78 000 svenska olyckor ger dock inget starkt stöd för detta. Ett undantag är vägsträckor där vägbanan även har otillräckligt tvärfall (lutning i sidled), så att vatten och slask inte rinner av vägbanan; där ökar olycksfrekvensen tydligt med ökat spårdjup. Spårslitna vägar uppfattas som obekväma och otrygga att åka på; komfort är därför ett gott skäl för att asfaltera om dem. Ofta motiveras omasfaltering av spårslitna vägar istället med att man vill öka trafiksäkerheten; detta motiv har alltså tveksamt stöd i vetenskapliga fakta. Däremot ger forskningen om trafiksäkerhet mycket starkt stöd till att bygga om horisontella vägsektioner så att de får tillräcklig lutning (tvärfall) för att vatten ska kunna snabbt rinna av vägbanan. Forskningen ger också gott stöd till omasfaltering av guppiga vägsträckor så att de blir jämna. Trafikverket laserskannar vägars skick (spårdjup, tvärfall, vägojämnhet, textur (vägar) m m) med profilografmätbilar. I många fall passar inte tung trafik i spårdjupen och kan få sladd eftersom spårvidden inte är densamma som för personbilar och inte passar i hjulspåren vid frusen vägyta.